# Залаиштванд
Залаиштванд (мађ. Zalaistvánd) је насеље у западној Мађарској. Залаиштванд је мање насеље у оквиру жупаније Зала.

## Географија

### Локација
Насеље се налази североисточно од Залаегерсега и југозападно од Заласентгрота, на уласку у долину Принципалиш и долине реке Зале. Кроз насеље пролази пут број 7362, који се на јужној граници села спаја са путем број 73 219, водећи према Ђиришу, који је познат као „село врећа” (пут се ту завршава).

## Историја
Насеље и његова околина су насељени од бронзаног доба. Први пут се помиње у документима из 1279. године, а потом и 1346. године под именом Штефанд.
Залаиштванд је у прошлости био део имања замка Кеменд, у власништву породице Гершеи Пете. Током турског периода, Залаиштванд је више пута разорен, напуштен од својих становника, да би био поново насељен у 18. веку као део имања породице Фештетич.

## Становништво
У време пописа 2011. године, национална расподела је била следећа: Мађари 97,3%, Немци 1,5%, Румуни 0,88%. Верска расподела је била следећа: 43,1% становника се изјаснило као римокатолици, 2,6% као реформисани, 40,5% као евангелисти, а 5,57% као неденоминациони (8,2% се није изјаснило).